# Segunda Categoría de Esmeraldas 2018
El Campeonato Provincial de Fútbol de Segunda Categoría de Esmeraldas 2018 fue un torneo de fútbol en Ecuador en el cual compitieron equipos de la Provincia de Esmeraldas. El torneo fue organizado por la Asociación de Fútbol No Amateur de Esmeraldas (AFE) y avalado por la Federación Ecuatoriana de Fútbol. El torneo inició el 14 de abril de 2018 y finalizó el 14 de julio de 2018. Participaron 14 clubes de fútbol y entregó 2 cupos al Zonal de Ascenso de la Segunda Categoría 2018 por el ascenso a la Serie B, además el campeón provincial clasificó a la primera fase de la Copa Ecuador 2018-19.

## Sistema de campeonato
El sistema determinado por la Asociación de Fútbol No Amateur de Esmeraldas fue el siguiente:
- Primera fase: Los 14 clubes fueron divididos en 3 grupos, 2 de 5 equipos y 1 de 4 equipos, se jugaron 10 y 6 fechas respectivamente en un sistema de todos contra todos, donde los dos primeros de cada grupo pasaron a la siguiente ronda.[2][3]

- Hexagonal Final: Se jugó con los seis mejores equipos de los 3 grupos de la fase anterior, así mismo todos contra todos en un total de 10 fechas, donde los 2 primeros clasificaron a los Zonales de Ascenso como campeón y vicecampeón provincial respectivamente.[4]

## Equipos participantes
| Equipos participantes                                  | Equipos participantes | Equipos participantes   |
| ------------------------------------------------------ | --------------------- | ----------------------- |
|                                                        |                       |                         |
| Equipo                                                 | Ciudad                | Estadio                 |
| Atacames Sporting Club                                 | Atacames              | Estadio Walter Aparicio |
| Esmeraldas Sporting Club                               | Esmeraldas            | Estadio Folke Anderson  |
| Centro Juvenil Deportivo                               | Esmeraldas            | Estadio Folke Anderson  |
| Club Social, Cultural y Deportivo Brasilia             | Quinindé              | Estadio Pascual Mina    |
| Club Social, Cultural y Deportivo Esmeraldas Petrolero | Esmeraldas            | Estadio Folke Anderson  |
| Club Deportivo Atlético Quinindé                       | Quinindé              | Estadio Pascual Mina    |
| Club Deportivo La Provincia                            | Quinindé              | Estadio Pascual Mina    |
| Club Deportivo Atlético Valencia                       | Atacames              | Estadio Walter Aparicio |
| Club Deportivo 5 de Agosto                             | Esmeraldas            | Estadio Folke Anderson  |
| Club Social y Deportivo Juventus                       | Esmeraldas            | Estadio Folke Anderson  |
| Quinindé Sporting Club                                 | Quinindé              | Estadio Pascual Mina    |
| Club Social y Deportivo Vargas Torres                  | Esmeraldas            | Estadio Folke Anderson  |
| Rocafuerte Sporting Club                               | Esmeraldas            | Estadio Folke Anderson  |
| Unión Deportiva Juvenil                                | Quinindé              | Estadio Pascual Mina    |

- El Club Deportivo Alianza del Pailón de la ciudad de San Lorenzo fue excusado de participar en el torneo de Segunda Categoría 2018 debido a la inseguridad en la frontera entre Ecuador y Colombia y la posterior declaración del estado de excepción por parte del gobierno ecuatoriano como consecuencia del Atentado contra el distrito policial de San Lorenzo de 2018 y otros Atentados en frontera norte de Ecuador de 2018.

## Equipos por cantón
| Cantón     | N.º | Equipos |
| ---------- | --- | --- |
| Esmeraldas | 9   | - Centro Juvenil Deportivo - Atlético Valencia - Esmeraldas Petrolero - Esmeraldas S.C. - 5 de Agosto - La Provincia - Juventus - Vargas Torres - Rocafuerte S.C. |
| Quinindé   | 4   | - Brasilia - Quinindé S.C. - Atlético Quinindé - U.D.J. de Quinindé                                                                                               |
| Atacames   | 1   | - Atacames S.C. |

## Primera fase

### Grupo 1

#### Clasificación
| Pos. | Equipo                   | Pts. | PJ | G | E | P | GF | GC | Dif. | Clasificación   |
| ---- | ------------------------ | ---- | -- | - | - | - | -- | -- | ---- | --------------- |
| 1    | 5 de Agosto              | 16   | 8  | 5 | 1 | 2 | 16 | 4  | +12  | Hexagonal final |
| 2    | Centro Juvenil Deportivo | 15   | 8  | 4 | 3 | 1 | 13 | 9  | +4   | Hexagonal final |
| 3    | U.D.J. de Quinindé       | 11   | 8  | 3 | 2 | 3 | 15 | 15 | 0    |                 |
| 4    | La Provincia             | 9    | 8  | 2 | 3 | 3 | 11 | 15 | −4   |                 |
| 5    | Juventus                 | 4    | 8  | 1 | 1 | 6 | 6  | 18 | −12  |                 |

Actualizado a los partidos jugados el 2 de junio de 2018.
 Fuente: Diario La Hora Esmeraldas
Criterios de clasificación: 1) Puntos; 2) Diferencia de goles; 3) Goles marcados

#### Evolución de la clasificación
| Equipo / Jornada         | 01 | 02 | 03 | 04 | 05 | 06 | 07 | 08 | 09 | 10 |
| ------------------------ | -- | -- | -- | -- | -- | -- | -- | -- | -- | -- |
| 5 de Agosto              | 1  | 2  | 2  | 1  | 2  | 3  | 1  | 1  | 2  | 1  |
| Centro Juvenil Deportivo | 4  | 3  | 3  | 4  | 3  | 1  | 2  | 2  | 1  | 2  |
| U.D.J. de Quinindé       | 2  | 1  | 1  | 2  | 1  | 4  | 4  | 4  | 3  | 3  |
| La Provincia             | 5  | 5  | 5  | 3  | 4  | 2  | 3  | 3  | 4  | 4  |
| Juventus                 | 3  | 4  | 4  | 5  | 5  | 5  | 5  | 5  | 5  | 5  |

#### Resultados
| La Provincia    | 0 - 3    | 5 de Agosto              | Folke Anderson | 14 de abril | 12:15    |
| UDJ de Quinindé | 2 - 0    | Centro Juvenil Deportivo | Pascual Mina   | 15 de abril | 15:00    |
| Libre:          | Juventus | Juventus                 | Juventus       | Juventus    | Juventus |

| 5 de Agosto | 0 - 1        | Centro Juvenil Deportivo | Folke Anderson | 21 de abril  | 11:45        |
| Juventus    | 1 - 3        | UDJ de Quinindé          | Folke Anderson | 21 de abril  | 14:00        |
| Libre:      | La Provincia | La Provincia             | La Provincia   | La Provincia | La Provincia |

| 5 de Agosto              | 0 - 0           | Juventus        | Folke Anderson  | 25 de abril     | 12:00           |
| Centro Juvenil Deportivo | 1 - 1           | La Provincia    | Folke Anderson  | 25 de abril     | 14:30           |
| Libre:                   | UDJ de Quinindé | UDJ de Quinindé | UDJ de Quinindé | UDJ de Quinindé | UDJ de Quinindé |

| La Provincia    | 3 - 1                    | Juventus                 | Folke Anderson           | 28 de abril              | 12:15                    |
| UDJ de Quinindé | 1 - 2                    | 5 de Agosto              | Pascual Mina             | 28 de abril              | 15:00                    |
| Libre:          | Centro Juvenil Deportivo | Centro Juvenil Deportivo | Centro Juvenil Deportivo | Centro Juvenil Deportivo | Centro Juvenil Deportivo |

| Centro Juvenil Deportivo | 3 - 1       | Juventus     | Folke Anderson | 6 de mayo   | 09:00       |
| UDJ de Quinindé          | 2 - 2       | La Provincia | Pascual Mina   | 6 de mayo   | 15:00       |
| Libre:                   | 5 de Agosto | 5 de Agosto  | 5 de Agosto    | 5 de Agosto | 5 de Agosto |

| Juventus     | 1 - 3       | Centro Juvenil Deportivo | Folke Anderson | 12 de mayo  | 11:45       |
| La Provincia | 3 - 1       | UDJ de Quinindé          | Folke Anderson | 12 de mayo  | 14:00       |
| Libre:       | 5 de Agosto | 5 de Agosto              | 5 de Agosto    | 5 de Agosto | 5 de Agosto |

| 5 de Agosto | 4 - 1                    | UDJ de Quinindé          | Folke Anderson           | 19 de mayo               | 11:45                    |
| Juventus    | 1 - 0                    | La Provincia             | Folke Anderson           | 19 de mayo               | 14:00                    |
| Libre:      | Centro Juvenil Deportivo | Centro Juvenil Deportivo | Centro Juvenil Deportivo | Centro Juvenil Deportivo | Centro Juvenil Deportivo |

| Juventus     | 0 - 3           | 5 de Agosto              | Folke Anderson  | 23 de mayo      | 10:30           |
| La Provincia | 2 - 2           | Centro Juvenil Deportivo | Folke Anderson  | 23 de mayo      | 15:00           |
| Libre:       | UDJ de Quinindé | UDJ de Quinindé          | UDJ de Quinindé | UDJ de Quinindé | UDJ de Quinindé |

| Centro Juvenil Deportivo | 1 - 0        | 5 de Agosto  | Folke Anderson | 26 de mayo   | 11:45        |
| UDJ de Quinindé          | 3 - 1        | Juventus     | Pascual Mina   | 26 de mayo   | 15:00        |
| Libre:                   | La Provincia | La Provincia | La Provincia   | La Provincia | La Provincia |

| Centro Juvenil Deportivo | 2 - 2    | UDJ de Quinindé | Folke Anderson | 2 de junio | 10:30    |
| 5 de Agosto              | 4 - 0    | La Provincia    | Folke Anderson | 2 de junio | 12:45    |
| Libre:                   | Juventus | Juventus        | Juventus       | Juventus   | Juventus |

### Grupo 2

#### Clasificación
| Pos. | Equipo            | Pts. | PJ | G | E | P | GF | GC | Dif. | Clasificación   |
| ---- | ----------------- | ---- | -- | - | - | - | -- | -- | ---- | --------------- |
| 1    | Atlético Quinindé | 20   | 8  | 6 | 2 | 0 | 27 | 6  | +21  | Hexagonal final |
| 2    | Rocafuerte S.C.   | 17   | 8  | 5 | 2 | 1 | 17 | 9  | +8   | Hexagonal final |
| 3    | Vargas Torres     | 11   | 8  | 3 | 2 | 3 | 19 | 14 | +5   |                 |
| 4    | Atacames S.C.     | 7    | 8  | 2 | 1 | 5 | 10 | 16 | −6   |                 |
| 5    | Quinindé S.C.     | 1    | 8  | 0 | 1 | 7 | 4  | 32 | −28  |                 |

Actualizado a los partidos jugados el 3 de junio de 2018.
 Fuente: Diario La Hora Esmeraldas
Criterios de clasificación: 1) Puntos; 2) Diferencia de goles; 3) Goles marcados

#### Evolución de la clasificación
| Equipo / Jornada  | 01 | 02 | 03 | 04 | 05 | 06 | 07 | 08 | 09 | 10 |
| ----------------- | -- | -- | -- | -- | -- | -- | -- | -- | -- | -- |
| Atlético Quinindé | 1  | 2  | 1  | 1  | 1  | 1  | 1  | 1  | 1  | 1  |
| Rocafuerte S.C.   | 4  | 3  | 2  | 2  | 2  | 2  | 2  | 2  | 2  | 2  |
| Vargas Torres     | 2  | 4  | 4  | 3  | 3  | 3  | 3  | 3  | 3  | 3  |
| Atacames S.C.     | 3  | 1  | 3  | 4  | 4  | 4  | 4  | 4  | 4  | 4  |
| Quinindé S.C.     | 5  | 5  | 5  | 5  | 5  | 5  | 5  | 5  | 5  | 5  |

#### Resultados
| Atlético Quinindé | 7 - 1         | Quinindé SC   | Pascual Mina   | 14 de abril   | 15:00         |
| Atacames SC       | 2 - 2         | Vargas Torres | Folke Anderson | 14 de abril   | 15:15         |
| Libre:            | Rocafuerte SC | Rocafuerte SC | Rocafuerte SC  | Rocafuerte SC | Rocafuerte SC |

| Rocafuerte SC | 4 - 3             | Vargas Torres     | CEAR Río Verde    | 21 de abril       | 09:00             |
| Quinindé SC   | 0 - 3             | Atacames SC       | Folke Anderson    | 21 de abril       | 09:30             |
| Libre:        | Atlético Quinindé | Atlético Quinindé | Atlético Quinindé | Atlético Quinindé | Atlético Quinindé |

| Rocafuerte SC     | 6 - 1         | Quinindé SC   | CEAR Río Verde | 25 de abril   | 09:00         |
| Atlético Quinindé | 5 - 1         | Atacames SC   | Pascual Mina   | 25 de abril   | 15:00         |
| Libre:            | Vargas Torres | Vargas Torres | Vargas Torres  | Vargas Torres | Vargas Torres |

| Quinindé SC       | 0 - 5       | Vargas Torres | Folke Anderson | 28 de abril | 10:00       |
| Atlético Quinindé | 2 - 1       | Rocafuerte SC | Pascual Mina   | 28 de abril | 12:30       |
| Libre:            | Atacames SC | Atacames SC   | Atacames SC    | Atacames SC | Atacames SC |

| Atacames SC   | 0 - 1       | Rocafuerte SC     | Folke Anderson | 6 de mayo   | 11:15       |
| Vargas Torres | 1 - 1       | Atlético Quinindé | Folke Anderson | 6 de mayo   | 13:30       |
| Libre:        | Quinindé SC | Quinindé SC       | Quinindé SC    | Quinindé SC | Quinindé SC |

| Atlético Quinindé | 4 - 0       | Vargas Torres | Pascual Mina   | 12 de mayo  | 12:30       |
| Rocafuerte SC     | 1 - 0       | Atacames SC   | CEAR Río Verde | 12 de mayo  | 15:30       |
| Libre:            | Quinindé SC | Quinindé SC   | Quinindé SC    | Quinindé SC | Quinindé SC |

| Vargas Torres | 5 - 0       | Quinindé SC       | Folke Anderson | 19 de mayo  | 09:30       |
| Rocafuerte SC | 2 - 2       | Atlético Quinindé | CEAR Río Verde | 19 de mayo  | 11:30       |
| Libre:        | Atacames SC | Atacames SC       | Atacames SC    | Atacames SC | Atacames SC |

| Quinindé SC | 1 - 1         | Rocafuerte SC     | Folke Anderson | 23 de mayo    | 12:45         |
| Atacames SC | 0 - 3         | Atlético Quinindé | Folke Anderson | 24 de mayo    | 12:00         |
| Libre:      | Vargas Torres | Vargas Torres     | Vargas Torres  | Vargas Torres | Vargas Torres |

| Atacames SC   | 2 - 1             | Quinindé SC       | Folke Anderson    | 26 de mayo        | 09:30             |
| Vargas Torres | 0 - 1             | Rocafuerte SC     | Folke Anderson    | 26 de mayo        | 14:00             |
| Libre:        | Atlético Quinindé | Atlético Quinindé | Atlético Quinindé | Atlético Quinindé | Atlético Quinindé |

| Vargas Torres | 3 - 2         | Atacames SC       | Folke Anderson | 3 de junio    | 11:45         |
| Quinindé SC   | 0 - 3         | Atlético Quinindé | Folke Anderson | 3 de junio    | 14:00         |
| Libre:        | Rocafuerte SC | Rocafuerte SC     | Rocafuerte SC  | Rocafuerte SC | Rocafuerte SC |

### Grupo 3

#### Clasificación
| Pos. | Equipo               | Pts. | PJ | G | E | P | GF | GC | Dif. | Clasificación   |
| ---- | -------------------- | ---- | -- | - | - | - | -- | -- | ---- | --------------- |
| 1    | Brasilia             | 15   | 6  | 5 | 0 | 1 | 12 | 3  | +9   | Hexagonal final |
| 2    | Esmeraldas S.C.      | 6    | 6  | 3 | 0 | 3 | 7  | 7  | 0    | Hexagonal final |
| 3    | Esmeraldas Petrolero | 6    | 6  | 3 | 0 | 3 | 4  | 8  | −4   |                 |
| 4    | Atlético Valencia    | 0    | 6  | 0 | 0 | 6 | 1  | 12 | −11  |                 |

Actualizado a los partidos jugados el 3 de junio de 2018.
 Fuente: Diario La Hora Esmeraldas
Criterios de clasificación: 1) Puntos; 2) Diferencia de goles; 3) Goles marcados

#### Evolución de la clasificación
| Equipo / Jornada     | 01 | 02 | 03 | 04 | 05 | 06 |
| -------------------- | -- | -- | -- | -- | -- | -- |
| Brasilia             | 1  | 1  | 1  | 1  | 1  | 1  |
| Esmeraldas S.C.      | 3  | 4  | 2  | 2  | 3  | 2  |
| Esmeraldas Petrolero | 2  | 2  | 3  | 3  | 2  | 3  |
| Atlético Valencia    | 4  | 3  | 4  | 4  | 4  | 4  |

#### Resultados
| Esmeraldas Petrolero | 1 - 0 | Esmeraldas SC     | Folke Anderson | 14 de abril | 10:00 |
| Brasilia             | 3 - 0 | Atlético Valencia | Pascual Mina   | 14 de abril | 12:45 |

| Atlético Valencia | 1 - 2 | Esmeraldas Petrolero | Folke Anderson | 26 de abril | 12:00 |
| Esmeraldas SC     | 2 - 3 | Brasilia             | Folke Anderson | 26 de abril | 14:30 |

| Esmeraldas SC        | 3 - 0 | Atlético Valencia | Folke Anderson | 5 de mayo | 10:00 |
| Esmeraldas Petrolero | 0 - 3 | Brasilia          | Folke Anderson | 5 de mayo | 12:15 |

| Atlético Valencia | 0 - 1 | Esmeraldas SC        | Folke Anderson | 12 de mayo | 09:30 |
| Brasilia          | 0 - 1 | Esmeraldas Petrolero | Pascual Mina   | 12 de mayo | 15:00 |

| Brasilia             | 1 - 0 | Esmeraldas SC     | Pascual Mina   | 23 de mayo | 15:00 |
| Esmeraldas Petrolero | 1 - 0 | Atlético Valencia | Folke Anderson | 24 de mayo | 14:15 |

| Esmeraldas SC     | 1 - 0 | Esmeraldas Petrolero | Folke Anderson | 2 de junio | 15:00 |
| Atlético Valencia | 0 - 2 | Brasilia             | Folke Anderson | 3 de junio | 09:30 |

## Hexagonal final

### Clasificación
| Pos. | Equipo                   | Pts. | PJ | G | E | P | GF | GC | Dif. |  |
| ---- | ------------------------ | ---- | -- | - | - | - | -- | -- | ---- |  |
| 1    | Brasilia                 | 22   | 10 | 6 | 4 | 0 | 16 | 3  | +13  |  |
| 2    | Rocafuerte S.C.          | 20   | 10 | 5 | 5 | 0 | 19 | 10 | +9   |  |
| 3    | Atlético Quinindé        | 19   | 10 | 5 | 4 | 1 | 19 | 10 | +9   |  |
| 4    | 5 de Agosto              | 12   | 10 | 3 | 3 | 4 | 10 | 16 | −6   |  |
| 5    | Esmeraldas S.C.          | 5    | 10 | 1 | 2 | 7 | 4  | 13 | −9   |  |
| 6    | Centro Juvenil Deportivo | 2    | 10 | 0 | 2 | 8 | 7  | 23 | −16  |  |

Actualizado a los partidos jugados el 14 de julio de 2018.
 Fuente: Diario La Hora
Criterios de clasificación: 1) Puntos; 2) Diferencia de goles; 3) Goles marcados
|  | Campeón y clasificado a los zonales de Segunda Categoría 2018.     |
|  | Vicecampeón y clasificado a los zonales de Segunda Categoría 2018. |

### Evolución de la clasificación
| Equipo / Jornada         | 01 | 02 | 03 | 04 | 05 | 06 | 07 | 08 | 09 | 10 |
| ------------------------ | -- | -- | -- | -- | -- | -- | -- | -- | -- | -- |
| Brasilia                 | 1  | 1  | 1  | 1  | 1  | 1  | 1  | 1  | 1  | 1  |
| Rocafuerte S.C.          | 2  | 2  | 2  | 2  | 2  | 2  | 2  | 3  | 2  | 2  |
| Atlético Quinindé        | 3  | 5  | 3  | 3  | 3  | 3  | 3  | 2  | 3  | 3  |
| 5 de Agosto              | 6  | 6  | 6  | 4  | 5  | 5  | 4  | 4  | 4  | 4  |
| Esmeraldas S.C.          | 4  | 4  | 5  | 5  | 4  | 4  | 5  | 5  | 5  | 5  |
| Centro Juvenil Deportivo | 5  | 3  | 4  | 6  | 6  | 6  | 6  | 6  | 6  | 6  |

### Resultados
| Rocafuerte SC | 2 - 1 | Centro Juvenil Deportivo | CEAR Río Verde | 9 de junio  | 11:00 |
| Esmeraldas SC | 0 - 0 | Atlético Quinindé        | Folke Anderson | 9 de junio  | 11:00 |
| 5 de Agosto   | 0 - 3 | Brasilia                 | Folke Anderson | 10 de junio | 11:30 |

| Centro Juvenil Deportivo | 0 - 0 | 5 de Agosto   | Folke Anderson | 16 de junio | 10:00 |
| Esmeraldas SC            | 0 - 1 | Rocafuerte SC | Folke Anderson | 16 de junio | 12:15 |
| Atlético Quinindé        | 0 - 2 | Brasilia      | Pascual Mina   | 16 de junio | 15:00 |

| Brasilia                 | 1 - 0 | Esmeraldas SC     | Folke Anderson | 20 de junio | 10:00 |
| 5 de Agosto              | 1 - 4 | Rocafuerte SC     | Folke Anderson | 20 de junio | 12:15 |
| Centro Juvenil Deportivo | 1 - 2 | Atlético Quinindé | Folke Anderson | 20 de junio | 14:30 |

| Esmeraldas SC     | 0 - 1 | 5 de Agosto              | Folke Anderson | 23 de junio | 10:00 |
| Brasilia          | 2 - 0 | Centro Juvenil Deportivo | Folke Anderson | 23 de junio | 12:15 |
| Atlético Quinindé | 3 - 3 | Rocafuerte SC            | Pascual Mina   | 23 de junio | 15:00 |

| Rocafuerte SC            | 1 - 1 | Brasilia          | CEAR Río Verde | 27 de junio | 11:00 |
| Centro Juvenil Deportivo | 0 - 1 | Esmeraldas SC     | Folke Anderson | 27 de junio | 12:00 |
| 5 de Agosto              | 0 - 1 | Atlético Quinindé | Folke Anderson | 27 de junio | 14:15 |

| Brasilia          | 1 - 1 | Rocafuerte SC            | Pascual Mina   | 30 de junio | 13:00 |
| Esmeraldas SC     | 2 - 2 | Centro Juvenil Deportivo | Folke Anderson | 30 de junio | 13:30 |
| Atlético Quinindé | 4 - 2 | 5 de Agosto              | Pascual Mina   | 30 de junio | 15:30 |

| Rocafuerte SC            | 1 - 1 | Atlético Quinindé | CEAR Río Verde | 4 de julio | 11:00 |
| 5 de Agosto              | 2 - 1 | Esmeraldas SC     | Folke Anderson | 4 de julio | 12:00 |
| Centro Juvenil Deportivo | 0 - 4 | Brasilia          | Folke Anderson | 4 de julio | 14:15 |

| Rocafuerte SC     | 1 - 1 | 5 de Agosto              | CEAR Río Verde | 7 de julio | 11:00 |
| Esmeraldas SC     | 0 - 1 | Brasilia                 | Folke Anderson | 7 de julio | 12:00 |
| Atlético Quinindé | 6 - 1 | Centro Juvenil Deportivo | Pascual Mina   | 7 de julio | 15:30 |

| Rocafuerte SC | 3 - 0 | Esmeraldas SC            | CEAR Río Verde | 11 de julio | 11:00 |
| 5 de Agosto   | 2 - 1 | Centro Juvenil Deportivo | Folke Anderson | 11 de julio | 12:00 |
| Brasilia (C)  | 0 - 0 | Atlético Quinindé        | Folke Anderson | 11 de julio | 14:15 |

| Brasilia                 | 1 - 1 | 5 de Agosto   | Folke Anderson | 14 de julio | 12:00 |
| Centro Juvenil Deportivo | 1 - 2 | Rocafuerte SC | Folke Anderson | 14 de julio | 14:15 |
| Atlético Quinindé        | 2 - 0 | Esmeraldas SC | Pascual Mina   | 14 de julio | 14:15 |

### Campeón
| |
| Club Social, Cultural y Deportivo Brasilia 2.° título Clasifica a los zonales de la Segunda Categoría 2018 - También clasifica Rocafuerte Sporting Club como vicecampeón. |

## Goleadores
- Actualizado el 5 de mayo de 2018

| Jugador                | Equipo            | Goles |
| ---------------------- | ----------------- | ----- |
| 1. Frank Obando        | Rocafuerte S.C.   | 8     |
| 2. Jefferson Navarrete | Atlético Quinindé | 7     |
| 3. Edwin Márquez       | Vargas Torres     | 4     |
| 4. Joan Angulo         | Atlético Quinindé | 2     |